# Ösztriol
Az ösztriol (vagy oestriol) 
egyike a három fő  ösztrogén hormonnak, melyek az emberi testben keletkeznek. 
Csak terhesség alatt van jelen nagyobb mennyiségben, mivel a placenta (méhlepény) termeli. 
Azoknál a terhes nőknél, akik sclerosis multiplexben szenvednek, az ösztriol jelentős mértékben enyhíti a betegség tüneteit.
A nem terhes nőkben az ösztriol szintje a menopauza után alig változik és nem sokban tér el a férfiakban mérhető szinttől.
A VIII. Magyar Gyógyszerkönyvben  Estriolum     néven hivatalos.  